# Mittenaar
Mittenaar è un comune tedesco di 4 833 abitanti situato nel land dell'Assia.